# Champion-Greifschwanzratte
Die Champion-Greifschwanzratte (Pogonomys championi) ist ein auf Neuguinea endemisches Nagetier in der Unterfamilie der Altweltmäuse. Sie ersetzt in höheren Lagen die Graubauch-Greifschwanzratte (Pogonomys sylvestris) und ähnelt im Aussehen der Kastanienbraunen Greifschwanzratte (Pogonomys macrourus), die auf kleineren Inseln verbreitet ist.
Die Art ist nach dem Australier Ivan Champion benannt, der als Beamter mehrere Exkursionen in Neuguinea unternahm.

## Merkmale
Die kleine Greifschwanzratte erreicht eine Kopf-Rumpf-Länge von 112 bis 136 mm, eine Schwanzlänge von 150 bis 170 mm und ein Gewicht von 40 bis 66 g. Sie hat 20 bis 24 mm lange Hinterfüße und 11 bis 14 mm lange Ohren. Das lange weiche Fell ist oberseits sepia gefärbt und die Flanken sind rötlicher als bei der kastanienbraunen Greifschwanzratte. Oberseits sind einige schwarze Deckhaare eingemischt, und die strohfarbene Unterwolle ist teilweise sichtbar. Die Haare der Unterseite sind allgemein weiß an den Wurzeln und hellgrau an den Spitzen. Es gibt einen weißen Fleck auf der Kehle und manchmal einen weißen Fleck auf dem Bauch. Kennzeichnend für den Kopf sind dunkle Augenringe, lange schwarze Vibrissen und Ohren, die rotbraun gefärbt sind. Der Schwanz hat eine Spitze, die als Greifwerkzeug benutzt werden kann. Er ist bei Jungtieren dunkel und wird bei älteren Exemplaren elfenbeinfarben, was untypisch für die Gattung ist. Von den paarig angeordneten Zitzen der Weibchen liegen zwei auf der Brust und vier im Leistenbereich.

## Verbreitung und Lebensweise
Die Art bewohnt ein kleines Gebiet im zentralen Gebirge von Neuguinea im Westen von Papua-Neuguinea. Die Region liegt auf 1400 bis 2300 Meter Höhe. Die Champion-Greifschwanzratte hält sich in feuchten Bergwäldern auf und besucht gelegentlich Gärten. In tieferen Lagen kann sie gemeinsam mit der Graubauch-Greifschwanzratte auftreten.
Die nachtaktiven Tiere graben für den Tag einen unterirdischen Bau mit einem bis zu 2 Meter langen und etwa 6 cm breiten Gang und einer Kammer am Ende, die mit trockenen Pflanzenteilen gepolstert wird. Zusätzlich gibt es über der Kammer einen kurzen Fluchtgang, der in einer Höhle mit 20 bis 30 cm Durchmesser endet. Im Bau können sich mehrere Exemplare von unterschiedlichem Alter oder Geschlecht aufhalten. Auf Nahrungssuche klettert die Champion-Greifschwanzratte in Bäumen. Sie frisst vermutlich Pflanzenteile. Ein Weibchen hatte im Februar säugende Nachkommen.

## Gefährdung
Das Nagetier wird von den Einheimischen für sein Fleisch gejagt und von streunenden Hunden getötet. Unabhängig davon, wird die Gesamtpopulation als stabil eingeschätzt. Bei einer schnellen Zunahme der menschlichen Bevölkerung kann sich das schnell ändern. Die Größe des Verbreitungsgebiets wird auf 242 km² geschätzt. Die IUCN listet die Art mit unzureichender Datenlage (data deficient).